# Самух
Самух (азерб. Samux) — город в Самухском районе Азербайджана на северо-западе страны. Административный центр Самухского района.

## Географическое положение
Самухский район охватывает восток пологой Гянджа-Газахской равнины и небольшую часть севера Аджинохурской равнины.

## Почвообразующие породы
Почвообразующие породы сложены отложениями IV кайнозоя и неогена. Породы района представлены высококарбонатными отложениями. Почвообразующие породы региона развиты на деллювиальных, деллювиально-пролювиальных, пролювиальных и аллювиальных отложениях.

## История
До 29 декабря 1992 года — посёлок Сафаралиев, до 2008 года — посёлок Набиагали. В 2008 году президентом Азербайджана был утверждён закон о переименовании посёлка Набиагали в Самух и присвоении ему статуса города (решением Милли Меджлиса Азербайджана село Кюлаир и посёлок Набиагали Самухского района были объединены и образован город Самух).

## Население
Население — 10 500 человек. Является самым густонаселённым муниципалитетом Самухского района.

## Экономика
Утверждён генеральный план города, готовится концепция его перспективного развития. В городе находится деревообрабатывающий завод.